# Thomas Baring, Bá tước thứ 1 xứ Northbrook
Thomas George Baring, Bá tước thứ 1 xứ Northbrook (22 tháng 1 năm 1826 - 15 tháng 11 năm 1904) là một quý tộc, nhà quản lý thuộc địa và chính trị gia thuộc Đảng Tự do. Từ năm 1872 đến 1876, ông được bổ nhiệm làm Phó vương kiêm Toàn quyền Ấn Độ, ở cương vị này ông được đánh giá cao về những thành tựu quan trọng liên quan đến cải cách và nâng cấp chất lượng của chính quyền ở Raj thuộc Anh. Ông tiến hành cứu trợ nạn đói trên quy mô lớn, giảm thuế và vượt qua những trở ngại quan liêu, nỗ lực giảm thiểu nạn đói và tình trạng bất ổn xã hội lan rộng. Từ năm 1880 đến 1885, ông giữ chức Đệ nhất Lãnh chúa Hải quân.
Ông sinh trưởng trong gia tộc Baring, có nguồn gốc Đức nổi tiếng giàu có, họ sở hữu Ngân hàng Baring. Nhờ vào sự ảnh hưởng về tài chính, ngày 29/05/1793, người đứng đầu gia tộc này là Francis Baring đã được phong Nam tước. Đến đời của Thomas George Baring thì được nâng lên hàng Bá tước để tưởng thưởng cho các cống hiến của ông dành cho nước Anh. Tuy nhiên tước vị Bá tước xứ Northbrook chỉ được truyền đến đời thứ 2 thì tuyệt tự, tuy nhiên tước vị Nam tước Northbrook vẫn còn truyền đến tận ngày nay và đã là Nam tước đời thứ 6.